# Назранка
Назра́нка (также Ня́сар) — проток реки Камбилеевка, впадающий в Сунжу. Протекает в Республике Ингушетия. Устье находится в 68 км по левому берегу реки Сунжи. Длина реки составляет 29 км.

## История
Русское название реки образовано от названия города Назрани (ингуш. Нясаре), по территории которого она протекает. Название города в свою очередь происходит от оригинального названия реки — Нясар.
Ряд ученых отождествляют речку Назранка (Нясар) с рекой Ная, упоминающейся в различных летописных сводах как место убийства Тверского князя Михаила и ориентир местонахождения исчезнувшего средневекового ясского города Дадаков.
Вдоль берегов рек Назранка и Сунжа расположена группа памятников, представляющих мустьерскую эпоху. Это однотипные памятники, представленные местонахождениями. Впервые памятники палеолита такого рода были открыты в 1961 году Любиным В. П. в окрестностях селений Насыр-Корт и Гамурзиево. Материалы памятника были отнесены к периоду около 40 тыс. до н. э. Также было установлено, что орудия, обнаруженные в Гамурзиево, изготавливались из местных пород. В этой местности в эпоху мустье существовала небольшая мастерская по обработке камня.
В 1781 году Леонтий Штедер писал о речке Назранке, на берегах которой расположены несколько городищ, входивших в систему городищ Магаса, что она имеет чистую родниковую воду, болотистое дно и заболоченные берега, поросшие тростником и кустарником, и что реку можно перейти лишь там, где имелся брод.

## Данные водного реестра
По данным государственного водного реестра России относится к Западно-Каспийскому бассейновому округу, водохозяйственный участок реки — Терек от границы Российской Федерации с Грузией до впадения р. Урсдон без р. Ардон. Речной бассейн реки — Реки бассейна Каспийского моря междуречья Терека и Волги.
Код объекта в государственном водном реестре — 07020000212008200003575.